# Messerschmitt Me 264
Messerschmitt Me 264 Amerika (América) - foi um bombardeiro estratégico e avião de reconhecimento de longo alcance desenvolvido durante a Segunda Guerra Mundial para a Luftwaffe sob o projecto "Amerika Bomber" do Reichsluftfahrtministerium (Ministério da Aviação do Reich), e para a Kriegsmarine como um avião de patrulha marítima e de ataque.

## História de desenvolvimento
O avião deveria de ser capaz de voar da Alemanha a Nova Iorque, e de efectuar a viagem de regresso. Um protótipo foi construído mas a produção foi abandonada para permitir que a Messerschmitt se concentra-se na produção de caças e devido a outro modelo, o Junkers Ju 390, ter sido seleccionado no seu lugar como avião de patrulha marítima.
A origem do design do Me 264 veio do projecto da Messerschmitt para o seu avião de reconhecimento de longo alcance, o P.1061, dos finais da década de 1930. A variante do P.1061 era a P.1062, que só tinha dois motores contra os quatro do P.1061, mas os motores do P.1062 eram os mais potentes motores DB 606. O progresso destes projectos foi inicialmente lento, mas em 1940 o Reichsluftfahrtministerium iniciou um projecto para um bombardeiro de longo alcance, e a Kriegsmarine fez um pedido separadamente para um avião de patrulha marítima e de ataque de longo alcance para substituir o convertido Fw 200 Condor. Como resultado, em 1941, seis protótipos P.1061 foram encomendados da Messerschmitt, sob a designação Me 264. Estas seis unidades encomendas foram mais tarde reduzidas para apenas três protótipos.

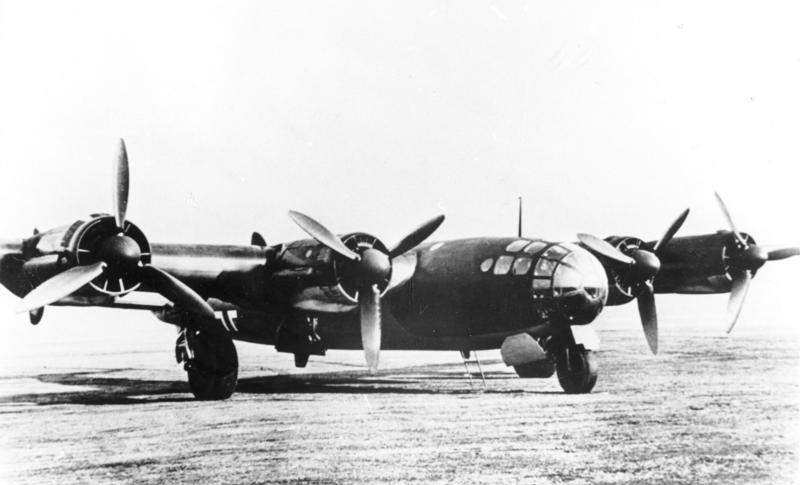
Protótipo do Messerschmitt Me 264 V1.

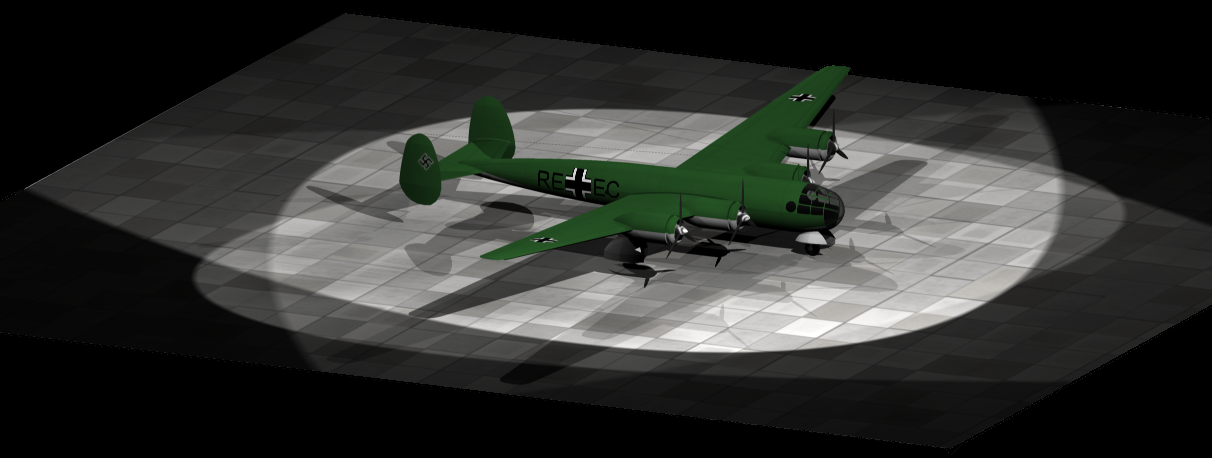
Reprodução.

O primeiro protótipo, o Me 264 V1, voou a 23 de Dezembro de 1942. O protótipo utilizou quatro motores Jumo 211J de 990 kW cada. Nos finais de 1943 estes foram substituídos por motores BMW 801G de 1.290 kW. Os testes mostraram várias falhas menores. Este primeiro protótipo não foi armado. Os seguintes protótipos, Me 264 V2 e Me 264 V3, foram armados e algumas partes vitais foram protegidas com blindagem adicional.
Em 1943 a Kriegsmarine perdeu o seu interesse no Me 264 a favor do existente Junkers Ju 290 e do planeado Ju 390. Como consequência, a Outubro de 1943, Erhard Milch ordenou o cancelamento do desenvolvimento do Me 264 de modo a Messerschmitt se concentrar no desenvolvimento do caça-bombardeiro a jacto, Me 262. A 18 de Julho de 1944, o primeiro protótipo foi danificado durante um bombardeamento aéreo aliado e não foi reparado. Os outros dois protótipos, que não tinham sido completados, foram destruídos no mesmo bombardeamento.
A 23 de Setembro de 1944 o trabalho no projecto Me 264 foi oficialmente cancelado.